# 黑金町 (新竹市)

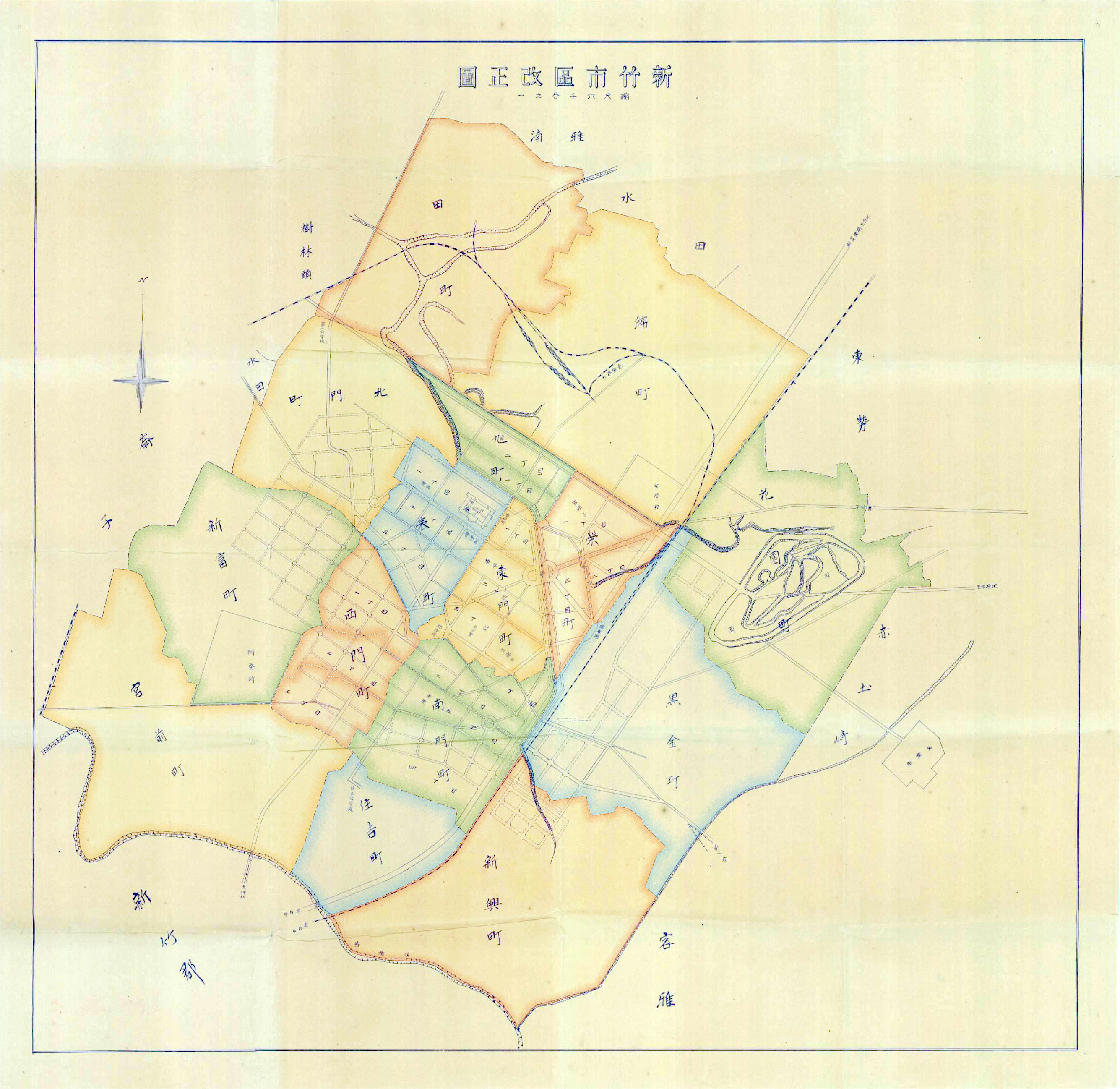
新竹市町名

黑金町，為臺灣日治時期新竹州新竹市之一個行政區，位於新竹車站東側一帶。相較於今日行政區，範圍大致包括下竹里、竹蓮里、頂竹里、寺前里、南大里，以及振興里的一部分；大約是地籍的竹蓮段。

## 名稱
「黑金町」是日本式的町名。日本的北海道釧路市、靜岡縣靜岡市也有黑金町，皆在火車站旁。依據國史館臺灣文獻館的考證，該町名與鐵道有關。

## 歷史
台灣清治末期至日治前期，該地區北大半部屬於新竹街，西南端屬於客雅庄，東南端屬於赤土崎庄，均歸竹北一堡轄區。1920年（日治大正九年），新竹街、客雅庄、赤土崎庄分別改制為「新竹」、「客雅」、「赤土崎」大字，隸屬於新竹州新竹郡新竹街。1930年新竹街升格為新竹市，該地區仍屬之。1935年8月1日，新竹市實施「町名改正」，該地區劃為「黑金町」。

## 設施
- 新竹車站
- 新竹機關庫
- 淨土寺
- 新竹自動車商會
- 新竹市葬儀堂
- 新竹市火葬場[6]
- 南大路警察宿舍